# Ilanszkiji járás
Az Ilanszkiji járás (oroszul: Ила́нский район) Oroszország egyik járása a Krasznojarszki határterületen. Székhelye Ilanszkij.

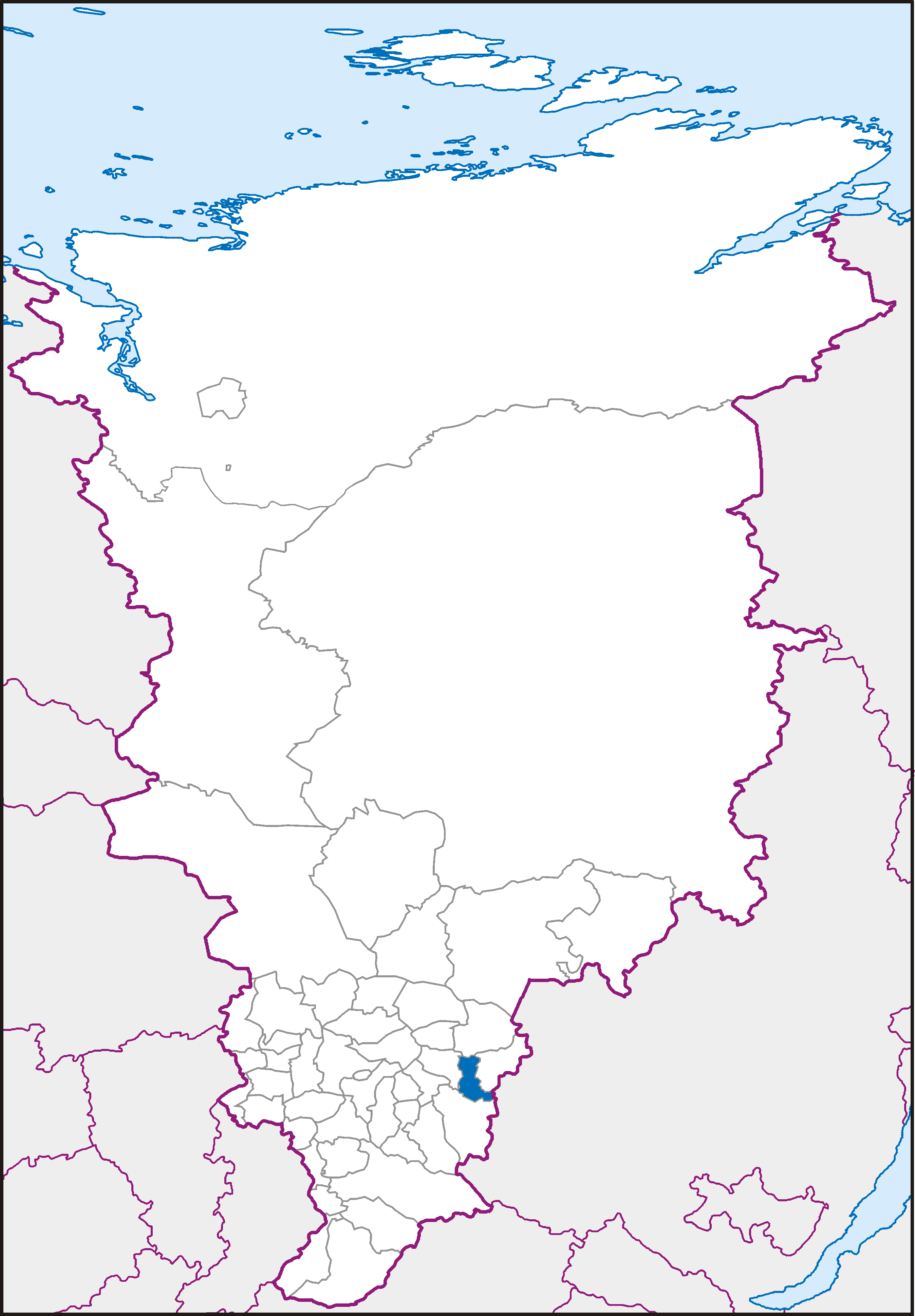
Az Ilanszkiji járás a Krasznojarszki határterületen

## Népesség
- 2002-ben 28 139 lakosa volt.
- 2010-ben 25 897 lakosa volt.